# Лончки Ягеллонські
Лончки Ягеллонські або Лончки (пол. Łączki Jagiellońskie) — село в Польщі, у гміні Вояшувка Кросненського повіту Підкарпатського воєводства.
Населення — 313 осіб (2011).

## Історія
Село віддавна належало до Київської Русі, згодом перебувало серед українських земель Руського воєводства у складі Речі Посполитої. З часом населення цілковито полонізувалось, хоч село продовжувало належати до парафії Ріпник Короснянського деканату.
У часи Середньовіччя в селі існував замок, його зруйнували війська семигородського короля Юрія ІІ Ракоці 16 березня 1667 року. Під час розкопок 1951 року за півтора кілометри на північ від центру села віднайдено давнє городище, а також оборонні мури, ріку, вал, рів 5-метрової глибини та глиняне начиння XIV-XV століть.
На місці давнього дерев'яного храму у 1756 році в пізньобароковому стилі споруджено мурований костел Різдва Найсвятішої Панни Марії та апостола Андрія. Для цього використано камінь із замку короля Владислава ІІ Ягайла. 1805-го споруджено захристя, дах вкрито бляхою. Згодом у 1876 році добудовано бокову каплицю.
У вівтарі храму є образ Богоматері з Ісусиком. Він датується кінцем XVII століття, намальований олійними фарбами на дошці. Образ був у дерев'яному храмі-попереднику сучасного костелу, його дивом вдалося врятувати після злочину: лісничий місцевого маєтку убив священика, який йшов до хворого з причастям. Відтоді до образу в селі Лончки почали приходити паломники із сусідніх сіл та навіть держав. Віряни вважають, що саме образ Богоматері врятував Лончки і святиню під час Другої світової війни від розрухи.
До наших часів у селі зберігся маєток панів Роговських. Він датується початком ХХ століття у стилі сецесії, також відомо, що вілла була перебудована із давнішої споруди.
1 січня 1925 р. розпорядженням Ради Міністрів Польщі Лончки Ягеллонські були вилучені з Ясельського повіту і включені до Коросненського повіту.
1 серпня 1934 р. було створено об'єднану ґміну Одриконь в Коросненському повіті, до якої увійшла сільська громада Лончки Ягеллонські.
У 1975-1998 роках село належало до Кросненського воєводства.

## Демографія
Демографічна структура станом на 31 березня 2011 року:
|          | Загалом | Допрацездатний вік | Працездатний вік | Постпрацездатний вік |
| -------- | ------- | ------------------ | ---------------- | -------------------- |
| Чоловіки | 166     | 37                 | 108              | 21                   |
| Жінки    | 147     | 23                 | 92               | 32                   |
| Разом    | 313     | 60                 | 200              | 53                   |